# Campionati del mondo di ciclismo su pista 2017
I Campionati del mondo di ciclismo su pista 2017 (en.: 2017 UCI Track Cycling World Championships)  si svolsero ad Hong Kong, in Cina, dal 12 al 16 aprile, all'interno del Hong Kong Velodrome.
Furono 20 le gare in programma, di cui 10 maschili e 10 femminili, una in più delle precedenti edizioni per l'inserimento della statunitense femminile.

## Programma
|   | Competizioni | F | Finale     |
| M | Mattino      | P | Pomeriggio |

| Data →                   | 12 | 12       | 13    | 13    | 14           | 14 | 15     | 15     | 16 | 16 |
| Evento ↓                 | M  | P        | M     | P     | M            | P  | M      | P      | M  | P  |
| ------------------------ | -- | -------- | ----- | ----- | ------------ | -- | ------ | ------ | -- | -- |
| Chilometro a cronometro  |    |          |       |       |              |    |        |        | Q  | F  |
| Inseguimento individuale |    |          |       |       | Q            | F  |        |        |    |    |
| Keirin                   |    |          | R1, R | R2, F |              |    |        |        |    |    |
| Omnium                   |    |          |       |       |              |    | SR, TR | ER, PR |    |    |
| Corsa a punti            |    |          |       |       |              | F  |        |        |    |    |
| Scratch                  |    |          |       | F     |              |    |        |        |    |    |
| Velocità                 |    |          |       |       | Q, 1/16, 1/8 |    | QF     | SF, F  |    |    |
| Inseguimento a squadre   | Q  | R1       |       | F     |              |    |        |        |    |    |
| Velocità a squadre       |    | Q, R1, F |       |       |              |    |        |        |    |    |
| Americana                |    |          |       |       |              |    |        |        |    | F  |

| Data →                   | 12 | 12       | 13           | 13    | 14     | 14     | 15 | 15 | 16    | 16    |  |
| Evento ↓                 | M  | P        | M            | P     | M      | P      | M  | P  | M     | P     |  |
| ------------------------ | -- | -------- | ------------ | ----- | ------ | ------ | -- | -- | ----- | ----- |  |
| 500m a cronometro        |    |          |              |       |        |        | Q  | F  |       |       |  |
| Inseguimento individuale |    |          |              |       |        |        | Q  | F  |       |       |  |
| Keirin                   |    |          |              |       |        |        |    |    | R1, R | R2, F |  |
| Omnium                   |    |          |              |       | SR, TR | ER, PR |    |    |       |       |  |
| Corsa a punti            |    |          |              |       |        |        |    |    |       | F     |  |
| Scratch                  |    | F        |              |       |        |        |    |    |       |       |  |
| Velocità                 |    |          | Q, 1/16, 1/8 | QF    |        | SF, F  |    |    |       |       |  |
| Inseguimento a squadre   | Q  |          |              | R1, F |        |        |    |    |       |       |  |
| Velocità a squadre       |    | Q, R1, F |              |       |        |        |    |    |       |       |  |
| Americana                |    |          |              |       |        |        |    | F  |       |       |  |

## Partecipanti
Hanno partecipato ai campionati 345 ciclisti in rappresentanza di 41 federazioni affiliate all'Unione Ciclistica Internazionale. La rappresentanza più numerosa è stata quella russa, che ha partecipato con 24 atleti.
- Australia (20)
- Austria (3)
- Azerbaigian (1)
- Belgio (11)
- Bielorussia (9)
- Canada (15)
- Cile (2)
- Cina (14)
- Colombia (6)
- Corea del Sud (3)
- Danimarca (5)
- Finlandia (1)
- Francia (16)
- Germania (21)
- Giappone (12)
- Gran Bretagna (19)
- Grecia (1)
- Hong Kong (13)
- India (2)
- Irlanda (6)
- Italia (19)
- Kazakistan (4)
- Lituania (5)
- Malaysia (2)
- Messico (11)
- Norvegia (1)
- Nuova Zelanda (16)
- Paesi Bassi (15)
- Polonia (16)
- Portogallo (2)
- Rep. Ceca (7)
- Russia (24)
- Slovacchia (2)
- Spagna (11)
- Stati Uniti (8)
- Suriname (1)
- Svizzera (7)
- Taipei cinese (2)
- Trinidad e Tobago (1)
- Ucraina (9)
- Ungheria (2)

## Medagliere
Sono state assegnate 60 medaglie in 20 eventi.
| Pos.   | Nazione       | Oro | Argento | Bronzo | Totale |
| ------ | ------------- | --- | ------- | ------ | ------ |
| 1      | Australia     | 3   | 5       | 3      | 11     |
| 2      | Francia       | 3   | 1       | 1      | 5      |
| 3      | Russia        | 3   | 0       | 1      | 4      |
| 4      | Germania      | 2   | 2       | 1      | 5      |
| 4      | Gran Bretagna | 2   | 2       | 1      | 5      |
| 6      | Stati Uniti   | 2   | 1       | 1      | 4      |
| 7      | Nuova Zelanda | 1   | 2       | 2      | 5      |
| 8      | Belgio        | 1   | 1       | 3      | 5      |
| 9      | Italia        | 1   | 1       | 1      | 3      |
| 10     | Polonia       | 1   | 0       | 1      | 2      |
| 11     | Malaysia      | 1   | 0       | 0      | 1      |
| 12     | Paesi Bassi   | 0   | 3       | 1      | 4      |
| 13     | Colombia      | 0   | 2       | 0      | 2      |
| 14     | Rep. Ceca     | 0   | 1       | 1      | 2      |
| 15     | Hong Kong     | 0   | 0       | 1      | 1      |
| 15     | Spagna        | 0   | 0       | 1      | 1      |
| Totale | Totale        | 20  | 21      | 19     | 60     |

## Podi
| Eventi                            | Oro                                                                                              | Prestazione | Argento                                                                                        | Prestazione | Bronzo                                                                                 | Prestazione |
| Gare maschili                     |                                                                                                  |             |                                                                                                |             |                                                                                        |             |
| Velocità dettagli                 | Denis Dmitriev Russia                                                                            |             | Harrie Lavreysen Paesi Bassi                                                                   |             | Ethan Mitchell Nuova Zelanda                                                           |             |
| Chilometro a cronometro dettagli  | François Pervis Francia                                                                          | 1'00"714    | Tomáš Bábek Rep. Ceca Quentin Lafargue Francia                                                 | 1'01"048    | Non assegnato                                                                          |             |
| Inseguimento individuale dettagli | Jordan Kerby Australia                                                                           | 4'17"068    | Filippo Ganna Italia                                                                           | 4'21"299    | Kelland O'Brien Australia                                                              | 4'16"909    |
| Inseguimento a squadre dettagli   | Australia Cameron Meyer Alexander Porter Sam Welsford Nick Yallouris Kelland O'Brien Rohan Wight | 3'51"503    | Nuova Zelanda Pieter Bulling Regan Gough Dylan Kennett Nick Kergozou                           | 3'53"979    | Italia Liam Bertazzo Simone Consonni Filippo Ganna Francesco Lamon Michele Scartezzini | 3'56"935    |
| Velocità a squadre dettagli       | Nuova Zelanda Eddie Dawkins Ethan Mitchell Sam Webster                                           | 44"049      | Paesi Bassi Matthijs Büchli Jeffrey Hoogland Harrie Lavreysen Theo Bos Nils van 't Hoenderdaal | 44"382      | Francia Benjamin Edelin Quentin Lafargue Sebastien Vigier François Pervis              | 43"536      |
| Keirin dettagli                   | Azizulhasni Awang Malaysia                                                                       |             | Fabián Puerta Colombia                                                                         |             | Tomáš Bábek Rep. Ceca                                                                  |             |
| Scratch dettagli                  | Adrian Tekliński Polonia                                                                         |             | Lucas Liss Germania                                                                            |             | Christopher Latham Gran Bretagna                                                       |             |
| Corsa a punti dettagli            | Cameron Meyer Australia                                                                          | 76 punti    | Kenny De Ketele Belgio                                                                         | 40 punti    | Wojciech Pszczolarski Polonia                                                          | 40 punti    |
| Americana dettagli                | Francia Morgan Kneisky Benjamin Thomas                                                           | 45 punti    | Australia Cameron Meyer Callum Scotson                                                         | 41 punti    | Belgio Kenny De Ketele Moreno De Pauw                                                  | 32 punti    |
| Omnium dettagli                   | Benjamin Thomas Francia                                                                          | 149 punti   | Aaron Gate Nuova Zelanda                                                                       | 147 punti   | Albert Torres Spagna                                                                   | 138 punti   |
| Gare femminili                    |                                                                                                  |             |                                                                                                |             |                                                                                        |             |
| Velocità dettagli                 | Kristina Vogel Germania                                                                          |             | Stephanie Morton Australia                                                                     |             | Lee Wai Sze Hong Kong                                                                  |             |
| 500 metri a cronometro dettagli   | Dar'ja Šmelëva Russia                                                                            | 33"282      | Miriam Welte Germania                                                                          | 33"382      | Anastasija Vojnova Russia                                                              | 33"454      |
| Inseguimento individuale dettagli | Chloe Dygert Stati Uniti                                                                         | 3'24"641    | Ashlee Ankudinoff Australia                                                                    | 3'31"784    | Kelly Catlin Stati Uniti                                                               | 3'30"365    |
| Inseguimento a squadre dettagli   | Stati Uniti Kelly Catlin Chloe Dygert Kimberly Geist Jennifer Valente                            | 4'19"413    | Australia Ashlee Ankudinoff Amy Cure Alexandra Manly Rebecca Wiasak                            | 4'19"830    | Nuova Zelanda Rushlee Buchanan Kirstie James Jaime Nielsen Racquel Sheath              | 4'21"778    |
| Velocità a squadre dettagli       | Russia Dar'ja Šmelëva Anastasija Vojnova                                                         | 32"520      | Australia Kaarle McCulloch Stephanie Morton                                                    | 32"649      | Germania Kristina Vogel Miriam Welte                                                   | 32"609      |
| Keirin dettagli                   | Kristina Vogel Germania                                                                          |             | Martha Bayona Colombia                                                                         |             | Nicky Degrendele Belgio                                                                |             |
| Scratch dettagli                  | Rachele Barbieri Italia                                                                          |             | Elinor Barker Gran Bretagna                                                                    |             | Jolien D'Hoore Belgio                                                                  |             |
| Corsa a punti dettagli            | Elinor Barker Gran Bretagna                                                                      | 59 punti    | Sarah Hammer Stati Uniti                                                                       | 51 punti    | Kirsten Wild Paesi Bassi                                                               | 35 punti    |
| Americana dettagli                | Belgio Jolien D'Hoore Lotte Kopecky                                                              | 44 punti    | Gran Bretagna Elinor Barker Emily Nelson                                                       | 34 punti    | Australia Amy Cure Alexandra Manly                                                     | 25 punti    |
| Omnium dettagli                   | Katie Archibald Gran Bretagna                                                                    | 123 punti   | Kirsten Wild Paesi Bassi                                                                       | 115 punti   | Amy Cure Australia                                                                     | 115 punti   |